# Bertrand Tavernier
Bertrand Tavernier (Lyon, 25 de abril de 1941-Sainte-Maxime, 25 de marzo de 2021) fue un director, guionista, actor y productor francés.

## Biografía
Tavernier nació en Lyon, hijo de Geneviève (nacida Dumond) y René Tavernier, un publicista, escritor y durante muchos años presidente de la PEN Club Internacional francesa. El director dijo que la publicación por parte de su padre de un diario de resistencia en tiempos de guerra y la ayuda a intelectuales antinazis moldearon su perspectiva moral como artista. Según Tavernier, su padre creía que las palabras eran «tan importantes y letales como las balas». Tavernier quería convertirse en cineasta desde los 13 años. Afirma que sus influencias cinematográficas incluyen a John Ford, William Wellman, Jean Renoir, Jean Vigo y Jacques Becker. Tavernier estuvo influenciado por la huelga general de 1968 en Francia. Se afilió a la OCI entre 1973 y 1975, y quedó particularmente impresionado por la escritura de León Trotski. Su primer trabajo en el mundo de cine fue junto a Jean-Pierre Melville. Posteriormente, su primera película (L'Horloger de Saint-Paul, 1974) ganó el Premio Louis Delluc y el Oso de Plata en el Festival Internacional de Cine de Berlín de 1974.
Su trabajo inicial estuvo dominado por misterios, pero su trabajo posterior se caracteriza por un comentario social más abierto, destacando sus puntos de vista de izquierda (La vida y nada más, Capitaine Conan) y presentando una imagen crítica de la sociedad francesa contemporánea (Ça commence aujourd'hui,Histoires de vies brisées: les double-peine de Lyon). 
Ganó el BAFTA a la mejor película en un idioma que no sea inglés en 1990 por La vida y nada más y un total de cuatro Premios Cesar.
En 1995, su película L'Appât ganó el Oso de Oro en el Festival Internacional de Cine de Berlín de 1995. Cuatro años después, su película Hoy empieza todo ganó la mención en el Berlinale de 1999. Su film La Princesa de Montpensier compitió por la Palma de Oro en el Festival Internacional de Cine de Cannes de 2010. Fue galardonado con un Premio a toda su carrera en Festival Internacional de Cine de la India.
Tavernier estuvo casado con la guionista Claudine (Colo) O'Hagen desde 1965 hasta 1980. Tuvieron dos hijos. Su hijo, Nils Tavernier (1965), trabajó junto a su padre como director y actor. Su hija, Tiffany Tavernier (1967), es novelista, guionista y asistente de dirección.
Tavernier murió el 25 de marzo de 2021 en Sainte-Maxime.

## Filmografía
| Título en español                                   | Título original                                     | Año  |
| --------------------------------------------------- | --------------------------------------------------- | ---- |
| El relojero de Saint-Paul                           | L'horloger de Saint-Paul                            | 1974 |
| Que empiece la fiesta                               | Que la fête commence...                             | 1975 |
| El juez y el asesino                                | Le juge et l'assassin                               | 1976 |
| Dos inquilinos                                      | Des enfants gâtés                                   | 1977 |
| La muerte en directo                                | La mort en direct                                   | 1980 |
| Une semaine de vacances                             | Une semaine de vacances                             | 1980 |
| 1280 almas                                          | Coup de torchon                                     | 1981 |
| Philippe Soupault et le surréalisme (TV)            | Philippe Soupault et le surréalisme (TV)            | 1982 |
| Mississippi Blues (con Robert Parrish)              | Mississippi Blues (con Robert Parrish)              | 1983 |
| Un domingo en el campo                              | Un dimanche à la campagne                           | 1984 |
| Alrededor de medianoche                             | Autour de minuit                                    | 1986 |
| La pasión de Beatrice                               | La Passion Béatrice                                 | 1987 |
| La vida y nada más                                  | La vie et rien d'autre                              | 1989 |
| Nuestros días felices                               | Daddy nostalgie                                     | 1990 |
| Contre l'oubli (con Pour Aung San Suu Kyi, Myanmar) | Contre l'oubli (con Pour Aung San Suu Kyi, Myanmar) | 1991 |
| La guerra sin nombre (con Patrick Rotman)           | La guerre sans nom                                  | 1992 |
| L.627                                               | L.627                                               | 1992 |
| La hija de D’Artagnan'                              | La fille de d'Artagnan'                             | 1994 |
| La carnaza                                          | L'appât                                             | 1995 |
| Capitán Conan                                       | Capitaine Conan                                     | 1996 |
| Hoy empieza todo                                    | Ça commence aujourd'hui                             | 1999 |
| Salvoconducto                                       | Laissez-passer                                      | 2002 |
| La pequeña Lola                                     | Holy Lola                                           | 2004 |
| En el centro de la tormenta                         | Dans la brume électrique                            | 2009 |
| La princesa de Montpensier                          | La princesse de Montpensier                         | 2010 |
| Crónicas diplomáticas                               | Quai d'Orsay                                        | 2014 |
| Las películas de mi vida                            | Voyage à travers le cinéma français                 | 2016 |

## Premios y reconocimientos
Premios Óscar
| Año  | Categoría                                       | Película        | Resultado |
| ---- | ----------------------------------------------- | --------------- | --------- |
| 1983 | Mejor película extranjera (de habla no inglesa) | Coup de torchon | Nominado  |

Festival Internacional de Cine de Cannes
| Año  | Categoría      | Película                  | Resultado |
| ---- | -------------- | ------------------------- | --------- |
| 1984 | Mejor director | Un dimanche à la campagne | Ganador   |

Festival Internacional de Cine de Venecia
| Año  | Categoría                       | Película | Resultado |
| ---- | ------------------------------- | -------- | --------- |
| 2015 | León dorado por una trayectoria | -        | Ganador   |

Festival Internacional de Cine de San Sebastián
| Año  | Categoría                        | Película              | Resultado |
| ---- | -------------------------------- | --------------------- | --------- |
| 1982 | Premio Ateneo Guipuzcoano        | 1280 almas            | Ganador   |
| 1999 | Concha de Oro                    | Hoy empieza todo      | Ganador   |
| 1999 | Premio Perla del Público         | Hoy empieza todo      | Ganador   |
| 2005 | Premio TCM del Público           | La pequeña Lola       | Ganador   |
| 2013 | Premio del jurado al mejor guion | Crónicas diplomáticas | Ganador   |
| 2013 | Premio FIPRESCI                  | Crónicas diplomáticas | Ganador   |

Festival Internacional de Cine de Berlín
| Año  | Categoría                                      | Película                  | Resultado |
| ---- | ---------------------------------------------- | ------------------------- | --------- |
| 1974 | Oso de Plata. Premio extraordinario del jurado | El relojero de Saint-Paul | Ganador   |